# Abisko
För andra betydelser, se Abisko (olika betydelser).
Abisko (uttalas [ˈɑːbɪskʊ] med betoning på första stavelsen; nordsamiska Ábeskovvu) är en småort vid sjön Torneträsk i Jukkasjärvi distrikt (Jukkasjärvi socken) i Kiruna kommun.

## Geografi
Ungefär två kilometer väster om byn ligger Abisko turiststation som drivs av Svenska Turistföreningen (STF). För att skilja på dessa platser benämns orten ofta för Abisko Östra. Abisko Östra har järnvägsstation och Abisko turiststation har järnvägshållplats längs Malmbanan.
Den kända vyn av Lapporten, med topparna Tjuonatjåkka och Nissuntjårro, 1 540 respektive 1 721 meter över havet, som är en symbol för entré till fjällvärlden, syns från Abisko. I september 2016 stängde den, för byns storlek, mycket stora livsmedelsbutiken som i första hand levde på gränshandeln med Norge. Polarforskningssekretariatet driver här även en större fältstation, Abisko naturvetenskapliga station. Nära byn ligger Abisko nationalpark och Abiskojaure, båda uppkallade efter orten. I västra Abisko, nära turiststationen, rinner älven Abiskojåkka ut i Torneträsk. Den rinner genom Abiskokanjonen som är en av attraktionerna nära orten. 
Kungsleden börjar vid Abisko och sträcker sig över 450 kilometer till Hemavan. Längs Kungsleden finns fjällstugor för övernattning.

## Namn
Byns nordsamiska namn Ábeskovvu betyder ungefär "skogen vid det stora vattnet", där "det stora vattnet" syftar på Abiskojåkka (inte Torneträsk som man skulle tro).

## Historia
Abiskos historia börjar med byggandet av Malmbanan 1899-1902. Under bygget av Malmbanan var tunneln genom berget Nuolja ett stort projekt och många tunnelbyggnadsarbetare bodde här i flera år. Ett tillfälligt vattenkraftverk anlades i Abiskojåkka för att ge kraft till tunnelbygget. När järnvägen var klar köpte STF ett av husen nära Abiskojåkka och började med att ta emot turister. Sedan dess har turismen varit viktig för byns utveckling. 

## Sevärdheter
Abisko är mest känd för Nationalparken, Kungsleden och numera för att se norrsken. I Abisko finns Abisko Gränsförsvarsmuseum och Rallarmuseet. I närheten av turiststationen finns en "sameviste", en uppställning av olika typer av förvaringsbyggnader och boningshus som använts av samer i området. 
Abisko anses vara en av världens bästa platser för att se norrsken, med passande klimat som möjliggör många molnfria och stjärnklara nätter utan mycket ljusförorening och öppen vy mot norr. På berget Nuolja finns Aurora Sky Station, öppnad 2007, som bäst nås med hjälp av linbanan. På stationen finns café och restaurang, men dess främsta syftet är att erbjuda en bra plats att skåda just norrsken. På vintern kan man åka skidor ner från stationen. Aurora Sky Station ägs och drivs av Svenska turistföreningen.

## Bilder

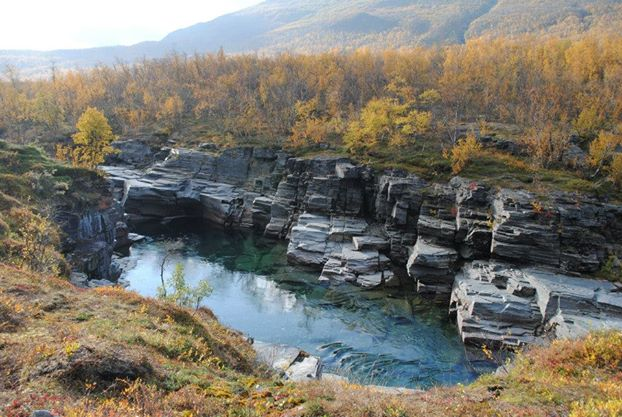
Abiskojokkens kanjon vid turiststationen.
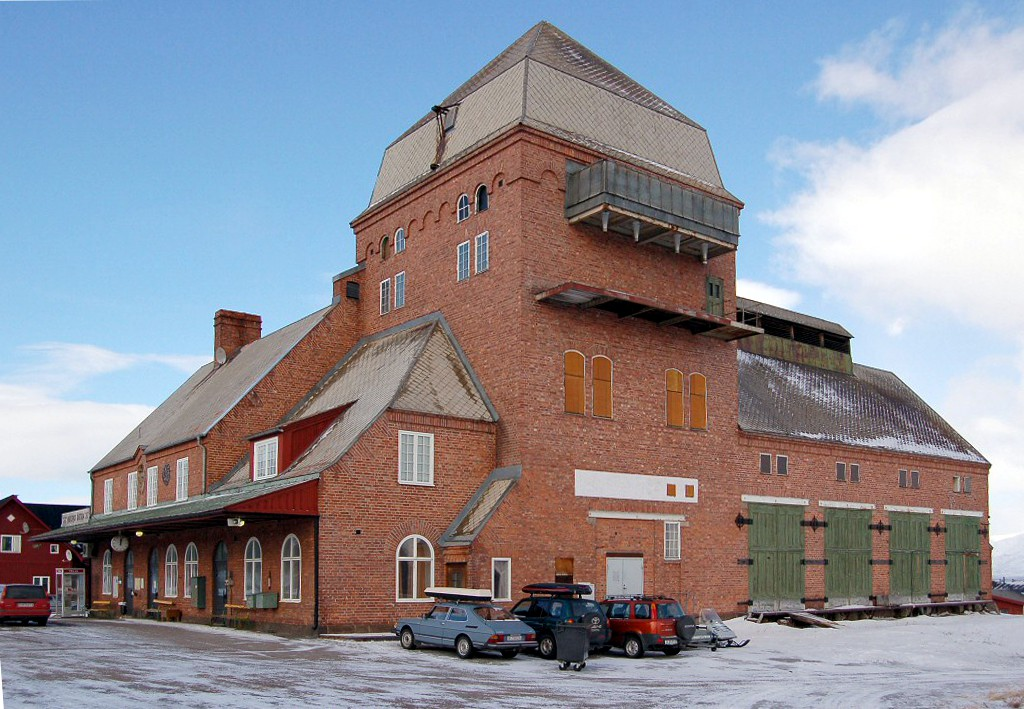
Abisko Östra järnvägsstation.
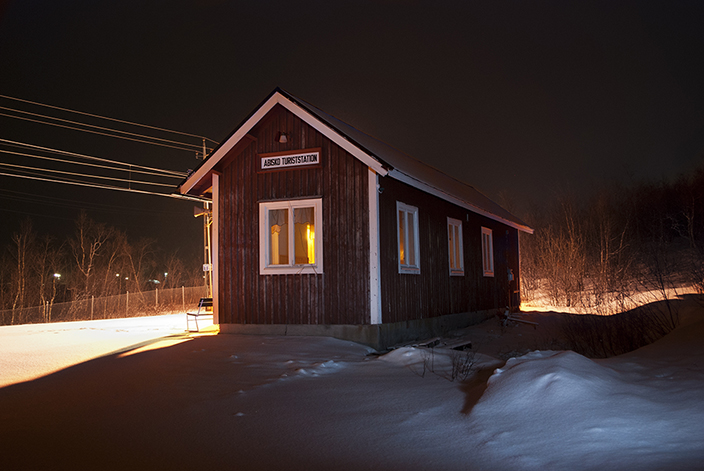
Järnvägshållplatsen vid Abisko turiststation.
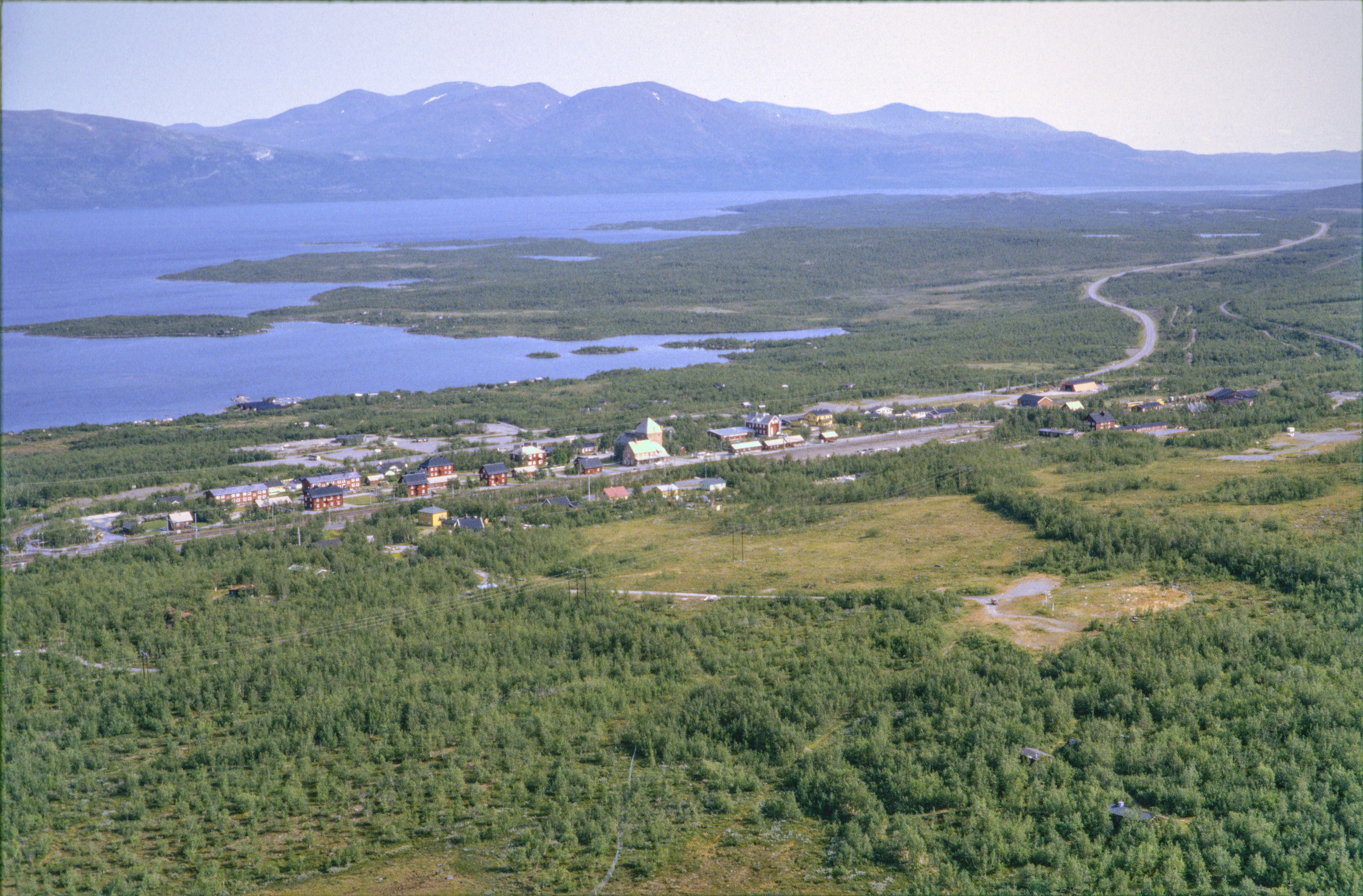
Flygfoto över Abisko från 1994.

## Befolkningsutveckling
| Befolkningsutvecklingen i Abisko 1990–2015          | Befolkningsutvecklingen i Abisko 1990–2015 | Befolkningsutvecklingen i Abisko 1990–2015 | Befolkningsutvecklingen i Abisko 1990–2015 | Befolkningsutvecklingen i Abisko 1990–2015 |
| --------------------------------------------------- | ------------------------------------------ | ------------------------------------------ | ------------------------------------------ | ------------------------------------------ |
|                                                     |                                            |                                            |                                            |                                            |
| År                                                  |                                            |                                            | Folkmängd                                  | Areal (ha)                                 |
| 1990                                                | 1990                                       |                                            | 89                                         | 15#                                        |
| 2000                                                | 2000                                       |                                            | 68                                         | 12#                                        |
| 2005                                                | 2005                                       |                                            | 73                                         | 11#                                        |
| 2010                                                | 2010                                       |                                            | 110                                        | 11#                                        |
| 2015                                                | 2015                                       |                                            | 131                                        | 65#                                        |
| Anm.: Ej småort 1995. Ny småort 2000. # Som småort. |                                            |                                            |                                            |                                            |